# Фернандес, Жаклин
Жаклин Фернандес (англ. Jacqueline Fernandez; род. 11 августа 1985) — индийская и шри-ланкийская актриса смешанного происхождения. Бывшая модель и победительница конкурса «Мисс Шри-Ланка» (англ. Miss Universe Sri Lanka) 2006 года, участница конкурса Мисс Вселенная 2006.

## Биография
Жаклин родилась 11 августа 1985 года в Манаме, Бахрейн. Её отец — Элрой, родом с Шри-Ланки, мать Ким — из Малайзии. Родственники по материнской линии происходили из Индии. Отец переехал в Бахрейн в 1980-х годах, чтобы избежать гражданских беспорядков между тамилами и сингалами. Здесь познакомился с её матерью, которая была стюардессой.
Жаклин была младшей из четырёх детей, имея старших сестру и двух братьев. С четырнадцати лет она начала участвовать в телевизионных шоу в Бахрейне. После обучения в школе, окончила Сиднейский университет в Австралии со степенью в области массовых коммуникаций и работала в качестве телевизионного репортера на Шри-Ланке. Одновременно изучала испанский, французский и арабский языки в школе Berlitz.
По словам самой Фернандес, она стремилась стать актрисой с юного возраста и мечтала о карьере Голливудской кинозвезды. Некоторую актёрскую подготовку она получила в школе John School of Acting. Будучи репортёром, она принимала предложения от модельного бизнеса. В 2006 году стала «Мисс Шри-Ланка» и представляла свою страну на всемирном конкурсе Мисс Вселенная 2006, состоявшемся в Лос-Анджелесе. В том же году она появилась в музыкальном видео на песню «O Sathi» дуэта исполнителей Батхья и Сантхуш.
В 2009 году Фернандес отправилась в Индию, где изучала актёрское мастерство под руководством театрального режиссёра Барри Джона (англ. Barry John). Успешно прошла прослушивание к фэнтези-фильму «Аладин» (2009), который стал её актёрским дебютом, хотя из-за незнания хинди её персонажа озвучила Мона Гхош Шетти. Хотя фильм провалился в прокате, за свою роль она получила IIFA Award за лучший женский дебют.
В 2011 году вышел фильм «Искушение замужней женщины 2», где она сыграла в паре с Эмраном Хашми. Фильм стал первым коммерческим успехом в её карьере. В конце 2011 года согласилась на главную роль в фильме на сингальском языке Pragaveya, который для неё должен стать дебютом в кинематографе Шри Ланки, но договориться с продюсерами и режиссёром не удалось, по причине занятости в Болливуде.
В 2013 году она сыграла таинственную девушку Омишу в фильме «Гонка 2», фильм имел коммерческий успех.
В том же году ей предложили станцевать в item-номере для телугуязычного фильма «Дорога к дому», но договориться с продюсерами не удалось, и вместо неё этот номер сняли с участием Софии Чоудри.
В начале 2015 года она появилась на экранах в романтическом триллере «Трилогия» («Рой»), где исполнила двойную роль, журналистку Айшу Аамир, влюбленную в другого журналиста, и Тию Десай, влюбленную в воришку. К несчастью, фильм провалился в прокате.
В том же году в спортивной драме «Братья» она сыграла жену главного героя Дэвида, бесстрашную женщину, которая борется за своего ребёнка. Свою роль она назвала «сложной», «интенсивной» и «трудной».
Эта работа знаменовала отход от гламурных персонажей, с которыми она ассоциировалась ранее. Критики похвалили её работу, хотя их реакция на фильм была неоднозначной. 
В 2017 году вышел фильм A Gentleman, где она снялась в паре с Сидхартом Малхотра, и который провалился в прокате. Другой премьерой того года стал ремейк культового фильма «Беспечные близнецы», где она повторила роль, которую в оригинале исполнила Каришма Капур. Фильм имел коммерческий успех.
В 2018 году в фильме «Бунтарь 2» актриса исполнила танец в item-номере на песню «Ek Do Teen», являющуюся кавер-версией одноименной песни из фильма «Жгучая страсть». Однако новую версию песни и танец Жаклин критики оценили негативно, хотя сам фильм имел коммерческий успех. В том же году вышел фильм «Гонка 3», который стал сиквелом фильма 2013 года. В этом фильме её героиня Джессика, является возлюбленной главного героя, который хочет отомстить своему отчиму. Несмотря на негативные отклики, фильм имел коммерческий успех.
В 2019 году Жаклин появилась в боевике Drive в паре с Сушантом Сингхом Раджпутом. Также с её участием вышли два англо-язычных фильма «Определение страха» и According to Mathew.

## Личная жизнь
Фернандес постоянно поддерживает тесные отношения со своей семьёй. В 2008 году она начала встречаться бахрейнским принцем Hassan bin Rashid Al Khalifa, но затем рассталась с ним в 2011 году.
В этом же году во время съемок фильма Housefull 2 у неё начались романтические отношения с индийским режиссёром Саджидом Ханом, которые привлекли СМИ Индии. Сообщалось об их скорой свадьбе, но отношения закончились в мае 2013 года.
Помимо карьеры актрисы, Жаклин Фернандес поддерживает благотворительные организации, в частности «Люди за этичное обращение с животными» (англ. PETA). В 2014 году она была названа «женщиной года» индийским отделением PETA за пропаганду защиты животных. В следующем году Жаклин продала с аукциона некоторые свои наряды, отдав полученные деньги на благотворительные цели.

## Фильмография
| Год  |   | Русское название             | Оригинальное название       | Роль                              |
| ---- | - | ---------------------------- | --------------------------- | --------------------------------- |
| 2009 | ф | Аладин                       | Aladin                      | Жасмин                            |
| 2010 | ф | Знать бы откуда пришла       | Jaane Kahan Se Aayi Hai     | Тара                              |
| 2011 | ф | Искушение замужней женщины 2 | Murder 2                    | Прия                              |
| 2012 | ф | Полный дом 2                 | Housefull 2                 | Бобби Капур                       |
| 2013 | ф | Гонка 2                      | Race 2                      | Омиша                             |
| 2014 | ф | Драйв                        | Kick                        | Шайна Мехра                       |
| 2015 | ф | Трилогия / Рой               | Roy                         | Айша / Тия                        |
| 2015 | ф | Бангистан                    | Bangistan                   | Розанна (Рози) (камео)            |
| 2015 | ф | Братья                       | Brothers                    | Дженни Фернандез                  |
| 2015 | ф |                              | Definition of Fear (англ.)  | Сара Фординг                      |
| 2016 | ф | Полный дом 3                 | Housefull 3                 | Ганга «Грейси» Патели             |
| 2016 | ф | Выстрел                      | Dishoom                     | Ишика                             |
| 2016 | ф | Летающий Джатт               | A Flying Jatt               | Кирти                             |
| 2017 | ф |                              | According to Mathew (англ.) | Дафни Рейнольдс                   |
| 2017 | ф | Джентльмен                   | A Gentleman                 | Кавия                             |
| 2017 | ф | Беспечные Близнецы 2         | Judwaa 2                    | Алишка                            |
| 2018 | ф | Бунтарь 2                    | Baaghi 2                    | Мохини в item-номере «Ek Do Teen» |
| 2018 | ф | Драйв                        | Drive                       | Тара                              |
| 2018 | ф | Гонка 3                      | Race 3                      | Джессика Гомес                    |
| 2024 | ф | Прикончи их всех 2           | Kill'em All 2               | Ванесса                           |